# Andrzej Fabrycy
Andrzej Lech Fabrycy (ur. 15 maja 1927 w Sosnowcu, zm. 12 lutego 1979 w Szczecinie) – polski chemik-organik, profesor Politechniki Szczecińskiej.

## Życiorys
Urodził się i uczęszczał do szkoły w Sosnowcu; maturę zdał w IV Liceum Ogólnokształcącym im. Stanisława Staszica. W czasie okupacji niemieckiej pracował w latach 1944–1945 jako laborant w laboratorium chemicznym stalowni. Po II wojnie światowej studiował na Wydziale Chemicznym Politechniki Śląskiej w Gliwicach (dyplom otrzymał w 1951 r.) i pracował w Biurze Projektów Przemysłu Papierniczego w Zabrzu (1949–1952). W następnych latach odbył aspiranturę w Leningradzkim Instytucie Technologicznym i uzyskał stopień w kandydata nauk chemicznych (odpowiednik stopnia doktora) w roku 1954 r., po czym został zatrudniony w Politechnice Śląskiej, w latach 1956–1962 na stanowisku adiunkta.
Od roku 1962 mieszkał w Szczecinie i pracował na Wydziale Technologii i Inżynierii Chemicznej Politechniki Szczecińskiej. Był w latach:
- 1962–1969 – kierownikiem Katedry Chemii Organicznej,
- 1969–1979 – dyrektorem Instytutu Chemii Podstawowej,
- 1966–1972 – prorektorem PS do spraw nauki,
- 1973–1979 – dziekanem wydziału

Był promotorem w 11 przewodach doktorskich i 48 prac magisterskich oraz recenzentem 20 prac doktorskich i habilitacyjnych.
Pełnił funkcję prezesa zarządu Szczecińskiego Oddziału Polskiego Towarzystwa Chemicznego. Był członkiem Komitetu Nauk Chemicznych PAN w Warszawie i Prezydium Komisji Nauk Chemicznych Oddziału PAN w Poznaniu, Rady Naukowej Instytutu Przemysłu Organicznego w Warszawie.
Zmarł w Szczecinie w wieku 52 lat i został pochowany na cmentarzu Centralnym w alei zasłużonych.

## Zakres badań naukowych
Zainteresowania naukowe Andrzeja Fabrycego mieściły się w obszarze zgodnym ze specjalnością ośrodków zagranicznych, w których przebywał na stażach naukowych, w tym leningradzkiej szkoły naukowej E.D. Wenus-Daniłowej (uczennicy A.E. Faworskiego) i szkoły Roberta Wizingera w Bazylei (chemia barwników). Prowadził m.in. chemiczne i fizykochemiczne badania pochodnych furanu, soli furyliowych, ftalanów, hydroksyftalanów. Jest uważany za twórcę szkoły naukowej związków heterocyklicznych.
Wspólnie z doktorantami opracował metody syntezy wielu nowych barwników cyjaninowych i hemicyjaninowych oraz nowych leków i preparatów bakteriostatycznych. Jest twórcą lub współtwórcą technologii otrzymywania, m.in. odczynników analitycznych dla Polskich Odczynników Chemicznych w Gliwicach oraz Thymazenu (lek przeciwhistaminowy) i 1-metylo-2-(2-hydroksyetylo)-pirolidyny (półprodukt w technologii innego leku przeciwhistaminowego – Tavegylu) dla Warszawskich Zakładów Farmaceutycznych.

## Publikacje
Andrzej Fabrycy jest autorem lub współautorem czterech patentów i ok. 80 artykułów naukowych, np.:
- Zofia Wichert, Andrzej Fabrycy, New synthesis of coloured dihydrofurylium salts[5],
- Andrzej Fabrycy, Anna Pawlak, 1,2,2-Trimethyl-3-methylenindolin[6],
- Andrzej Fabrycy i wpółpr., Sposób wytwarzania 1-metylo-2-(2-hydroksyetylo)pirolidyny[7],
- Andrzej Fabrycy, Zofia Wichert, Eine neue Synthese von 3-Benzoylmethylen-2,3-dihydrofuranen[8]

## Odznaczenia i wyróżnienia
- Krzyż Kawalerski Orderu Odrodzenia Polski
- Złoty Krzyż Zasługi
- Brązowy Medal „Za zasługi dla obronności kraju”
- Odznaka 1000-lecia Państwa Polskiego

Otrzymał złotą odznakę honorową „Za zasługi dla Województwa Gorzowskiego” oraz nagrody Ministra Oświaty i Szkolnictwa Wyższego (trzykrotnie) i rektora PS (ok. 20-krotnie).